# Méthana
Méthana (Methana) är en ort i Grekland.   Den ligger i prefekturen Nomós Piraiós och regionen Attika, i den sydöstra delen av landet, 50 km sydväst om huvudstaden Aten. Méthana ligger 11 meter över havet och antalet invånare är 892.
Terrängen runt Méthana är kuperad åt sydväst, men åt nordost är den platt. Havet är nära Méthana österut.  Närmaste större samhälle är Poros, 10,7 km sydost om Méthana. 